# سایروس اچ. کی. کورتیس
سایروس هرمان کوتزسکمار کرتیس (Cyrus Hermann Kotzschmar Curtis) (زاده ۱۸ ژوئن ۱۸۵۰ – درگذشت ۷ ژوئن ۱۹۳۳)، ناشر مجلات و روزنامه‌ها، از جمله لیدیز هوم ژورنال و ستوردی ایونینگ پست، اهل ایالات متحده بود.

## زندگی‌نامه
کرتیس که در پورتلند، مین متولد شده بود، مجبور شد تا یک سال پس از شروع دبیرستان، مدرسه را ترک نموده و آغاز به کار کند، چون خانواده وی در ۱۸۶۶ میلادی خانه خود را در آتش‌سوزی بزرگ پورتلند از دست داده بودند. قبل از اینکه وی نخستین نشریه خود، هفته نامه‌ای به‌نام پیپلز لجر، را در ۱۸۷۲ میلادی در بوستون آغاز نماید، به انواع مختلف شغل‌های تبلیغاتی و روزنامه‌ای در پورتلند و بوستون مشغول بود. در ۱۸۷۶ میلادی، او به فیلادلفیا که در آن زمان مرکز بزرگ چاپخانه بود، نقل مکان نمود تا هزینه‌های چاپ خود را کاهش دهد.
همسر اول کرتیس، لویزا کناپ بود. در ۱۸۸۳ میلادی، کناپ یک جزوه تک-صفحه‌ای در تریبیون اند فارمر، مجله‌ای که توسط کرتیس بنشر می‌رسید، نوشت. سال بعد، این جزوه به یک نشریه مستقل گسترش یافته و لویزا دبیر آن شد. نام اصلی این نشریه لیدیز هوم ژورنال اند پراکتیکل هوس کیپر بود، اما کناپ در ۱۸۸۶ میلادی سه واژه آخری آن را حذف کرد. لیدیز هوم ژورنال در نوع خود به مجله پیشتاز مبدل شده و تیراژ چاپ آن در ده سال به یک میلیون اشتراک رسید. این مجله، نخستین مجله آمریکایی بود که به این موفقیت رسیده بود.
لویزا کناپ تا ۱۸۸۹ میلادی به عنوان دبیر این مجله به کار خود ادامه داده و بعداً ادوارد ویلیام باک جانشین او شد. باک چندین سال بعد با ماری لویزا کرتیس ازدواج نمود و داماد خانواده کرتیس شد. باک در ۱۹۱۹ میلادی از این مجله بازنشسته شد، اما تغییراتی که او آورده بود، جریان این مجله را به‌طور گسترده افزایش داد. باک روش‌های تجاری ذیل را معرفی کرد: نرخ‌های پایین اشتراک، بکارگیری تبلیغات برای کاهش هزینه‌ها و اتکا به محتویات فرهنگ عام‌پسند. این ساختار مدیریت تقریباً یک دهه بعد و پس از این‌که این نوع مدیریت به یک روش معیاری در مجله‌های مرتبط با زنان آمریکایی مبدل شده بود، توسط سایر مجله‌های مردان مانند مک‌کلور و مونسیز نیز اعمال گردید. دانشمندان استدلال می‌کنند که مجله‌های زنان، مانند لیدیز هوم ژورنال، پیشگامان این استراتژی‌ها در «انقلاب مجله» بودند.
کرتیس شرکت انتشارات کرتیس را در ۱۸۹۱ میلادی بنیان‌گذاری کرد؛ شرکتی که در نهایت مجله‌های لیدیز هوم ژورنال، ستوردی ایونینگ، هالیدی و سایر مجلات را به نشر می‌رساند. شرکتی دیگری که توسط کرتیس پایه‌گذاری شد، روزنامه‌های کرتیس-مارتین بود که زمانی چندین روزنامه از جمله فیلادلفیا پابلیک لیجر، فیلادلفیا اینکوایرر و نیویورک ایونینگ پُست را کنترل می‌کرد. اشتباهات مدیریتی در روزنامه‌ها منتهی به بازده مالی ضعیف شده و در نهایت منتج به فروش آن‌ها شد.
هنگامی که کرتیس در قید حیات بود، تجارت‌های وی، به استثنای روزنامه‌ها، معمولاً فوق‌العاده موفق بودند. لیدیز هوم ژورنال برای دهه‌ها پر جریان‌ترین مجله زنان در ایالات متحده بود و ستوردی ایونینگ پُست، به عنوان یک هفته‌نامه از بلندترین جریان در سراسر دنیا لذت می‌برد. در ۱۹۲۹ میلادی، پست و ژورنال، باهم چهل درصد کل تبلیغات مجله‌ای ایالات متحده را در دست داشتند. یکی از منابع کرتیس را با داشتن ۴۳٫۲ میلیارد دلار ثروت با در نظر داشت تورم (به دلار ۲۰۰۸)، به عنوان ۵۱ مین فرد ثروتمند تاریخ فهرست می‌کند که طبق این منبع او ثروت‌مند در از جی.پی. مورگان می‌شود.
کریس خانه لیندون که یک معماری به سبک احیای رنسانس بود را در وینکوت، پنسیلوانیا ساخت که منظره آن توسط فردریک لا اولمستد طراحی شده بود. دو کشتی تفریحی کرتیس که در سال ۱۹۰۷ و ۱۹۲۰ ساخته شده بود، لیندونیا نام‌گذاری شده بودند.
کرتیس بیش از یک دریانورد گهگاهی بوده و در مصاحبهٔ ۱۹۲۲ با نیویورک تایمز اظهار داشت که «دریانوردی برای من یک سرگرمی نیست. یک نیاز است. من نصف زمان خود را در کشتی می‌گذرانم»، وی همچنین اضافه نمود که بیشتر جلسات وی با کارکنان و اعضای هیئت مدیره وی در اتاق نهارخوری لیندونیای دومی انجام می‌شود. کرتیس سه کشتی تفریحی (یات) بزرگ داشت که توسط شرکت چارلز ال. سیبوری کو. ساخته شده بود: ماشیگون ۱۱۵ فوتی در ۱۹۰۴ میلاید؛ لیندونیای ۱۶۳ فوتی در ۱۹۰۷ میلادی؛ و لیندونیای ۲۲۸ فوتی در ۱۹۲۰ میلادی. کرتیس یکی از بنیان‌گذاران و عضو باشگاه کامدین یات در کامدین، مین بوده و از ۱۹۰۹ تا ۱۹۳۳ میلادی ریاست این باشگاه را بر عهده داشت و بعدها تسهیلات این باشگاه را به شهر هدیه داد.
در تابستان ۱۹۳۲ میلادی، کرتیس زمانی که در کشتی خود لیندونیای دومی بود، دچار ایست قلبی شد. در خلال مدتی که او در بیمارستان جفرسون در فیلادلفیا در حال بازیابی بود، خانم دوم وی کیت استانوود کتر پیلسبوری کرتیس ناگهان درگذشت. بعد از آن کرتیس تا زمان مرگش در ۷ ژوئن ۱۹۳۳ وضع سلامتی شکننده داشت و کمتر از دو هفته قبل از زادروز هشتاد و سه سالگی خود درگذشت، او در قبرستان ویست لاوریل هیل در بالا کاینوید، پنسیلوانیا به خاک سپرده شد.
چندی پس از مرگ وی، بیشتر ساختمان‌های کرتیس تخریب گردیده و دختر وی در محل آن درختستان کرتیس را بنیان‌گذاری نمود. پس از این‌که شرکت انتشارات کرتیس در ۱۹۸۲ میلادی به ایندیاناپلیس در ایندیانا منتقل گردید، اداره مرکزی این شرکت در چهارراه استقلال در مرکز شهر فیلادلفیا به مرکز کرتیس مبدل شده و مکانی برای مرکز کنفرانس، دفاتر، یک باشگاه سلامتی، مغازه‌های خرده‌فروشی و رستوران‌ها مبدل شد.
سایروس کرتیس از جمله نخستین ۱۰ فردی بود که به تالار شهرت تبلیغات مربوط به فدراسیون تبلیغات آمریکا (۱۹۹۹ میلادی) فراخوانده شد.

## انسان‌دوستی
سایروس کرتیس هنوز هم در فهرست ثروت‌مندترین افراد تاریخ آمریکا در رده بیستم قرار دارد. او در انسان‌دوستی نسبت به بیمارستان‌ها، موزه‌ها، دانشگاه‌ها و مدارس شهره بود. او ۲ میلیون دلار به مؤسسه فرانکلین اهدا کرد، به عنوان مثال؛ ۱٫۲۵ میلیون دلار به مؤسسه فناوری درکسل برای ساختن تالار کرتیس؛ و ۱ میلیون دلار به دانشگاه پنسیلوانیا. وی همچنین یک ارگ بادی که توسط شرکت آستین اورگان شرکت تولید شده و در نمایشگاه یک صد و پنجاهمین سالگرد استقلال آمریکا در ۱۹۲۶ میلادی در فیلادلفیا به نمایش گذاشته شده بود را خریداری و به دانشگاه پنسیلوانیا اهدا کرد. این ارگ پس از اتمام تالار شنوندگان ارواین به آن اضافه شده و تا امروزه به‌نام ارگ کرتیس یاد گردیده و یکی از بزرگ‌ترین ارگ‌های بادی در جهان است (گفته می‌شود که بزرگترین ارگ بادی در ساختمان جان وانامیکر که تنها بیست بلاک در شرق تالار شنودگاه ارواین واقع شده‌است، قرار دارد). کرتیس ارگ‌های بادی فراوانی به مؤسسات مختلف در فیلادلفیا اهدا نموده بود و تمامی این ارگ‌ها در روز مراسم خاکسپاری وی به افتخار او نواخته شدند.
برای گرامی داشت از خاطره استاد موسیقی دوران کودکی خود، هرمان کوتزسکمار، کسی که نام او را پذیرفته بود، کرتیس ارگ گرامی‌داشت کوتزسکمار را در ۱۹۱۲ میلادی به تالار شنودگاه شهری پورتلند در مین اهدا کرد. او از بازسازی ۱۹۲۷ – ۱۹۲۹ میلادی مانتپیلیر در شهر تامستون، مین که خانه مجلل ۱۷۹۵ جنرال انقلابی جنگ هنری ناکس بود، حمایت مالی نمود.
کرتیس حامی و برگزارکننده اصلی ارکستر فیلادلفیا بود، ارکستری که در ۱۹۰۰ میلادی بنیان‌گذاری شده بود. در سال‌های اولیه، او دیون این ارکستر را بدون ذکر نام خود پرداخت. دختر کرتیس، ماری لویزا کرتیس باک، مؤسسه موسیقی کرتیس را در ۱۹۲۴ میلادی بنیان‌گذاری نموده و آن را به پدر خود تقدیم کرد.